# 특수 함수
수학에서 특수 함수(特殊函數, 영어: special function)는 일반적으로 형식적인 정의는 따로 갖고 있지 않지만, 해석학, 함수해석학, 물리학 등에서의 중요성으로 인해 확립된 명칭을 가지는 몇몇 수학적 함수를 가리킨다.
특수 함수 가운데 다수는 미분방정식의 해 또는 초등 함수의 적분으로 등장한다. 따라서 적분을 정리한 표 중 다수는 특수 함수에 대한 간략한 설명이 함께 딸려있고, 특수 함수를 정리한 표는 중요한 적분 공식과 특수 함수의 적분 표현이 함께 수록되어 있는 경우가 많다.
매스매티카 등의 기호연산 언어는 대부분의 특수 함수를 인식한다. 하지만 그런 부류의 프로그램들이 모두 효율적인 평가 알고리즘을 사용하는 것은 아니다. 복소평면에서의 경우 특히 그렇다.

## 특수 함수에서 사용하는 표기법
대부분의 경우 특수 함수를 나타내는 표준적인 표기법이 존재한다. 대표적인 예로 함수의 이름을 (이탤릭이 아닌) 인쇄체로 표기한 후 아래첨자로 세부적인 명칭을 표시하고, 쉼표로 구분된 인수를 담은 괄호를 뒤에 붙이는 방법이 있다. 이러한 표기법은 모호함이 없이 기호연산 언어에서 사용될 수 있다. 국제적으로 확립된 표기법을 가지는 함수의 예로는 sin, cos, exp, erf, erfc 등이 있다.
하나의 특수 함수가 여러 이름을 갖는 경우도 있다. 예를 들자면 자연로그 함수는 문맥에 따라 Log, log, ln 등으로 표기될 수 있다. 탄젠트 함수는 Tan, tan, tg (러시아어로 작성된 문헌) 등으로, 역탄젠트는 atan, tan-1 등으로 표기될 수 있다. 베셀 함수의 표기예로는 {\displaystyle ~{\rm {J}}_{n}(x)~}, {\displaystyle ~{\rm {BesselJ}}(n,x)~} 등이 있다.
특수 함수에 붙는 아랫첨자는 주로 정수의 값을 가지는 인자인 경우가 많다. 몇몇 문헌에서는 쌍반점(;)이나 역슬래시(\)로 이를 구분하는 경우도 있다. 하지만 이럴 경우 기호연산 언어로 번역하는 데 문제가 될 수도 있다.
윗첨자는 보통의 수학적 표현과 같이 지수로 사용될 수 있지만 수정사항을 표시하는 데도 사용된다. 예를 들어 {\displaystyle ~{\rm {cos}}^{2}(x)~}는 {\displaystyle ~[{\rm {cos}}(x)]^{2}~}를 뜻하지만 {\displaystyle ~{\rm {cos}}^{-1}(x)~}는 {\displaystyle ~{\frac {1}{{\rm {cos}}(x)}}~}나 {\displaystyle ~{\rm {arccos}}(x)~}의 이중적인 의미를 가질 수 있다.

## 특수 함수의 계산
특수 함수의 대부분은 복소 변수의 함수로 인식된다. 대부분의 경우 이는 해석함수이며, 특이점과 분지절단, 미분표현 혹은 적분표현 공식 및 테일러 급수, 로랑 급수, 점근 급수에 대해서도 알려진 경우가 대부분이다. 다른 특수 함수와의 관계에 대해서도 알려진 경우가 존재한다. 복잡한 적분 표현을 가진 특수 함수를 좀 더 간단한 특수 함수 몇가지를 이용해 나타내는 것이 가능한 경우도 있다. 특수 함수의 평가 정의역의 특징에 맞는 표현을 이용하면 평가가 훨씬 용이하게 바뀔 수 있으며, 가장 간단한 표현으로 테일러 급수 전개가 있다. 하지만 테일러 급수 전개로는 수렴속도가 느리거나 아예 수렴하지 않는 경우도 존재한다. 알고리즘 중심의 언어에서는 파데 근사(유리 근사)를 이용하는 경우가 대표적인데, 복소 인수가 사용된 경우 정확하지 못한 값으로 계산되는 경우가 많다.

## 특수 함수의 예
대표적인 특수 함수로는 다음이 있다.
- 감마 함수
- 불완전 감마 함수
- 구면 조화 함수
- 베타 함수
- 다중로그
- 데데킨트 에타 함수
- 디감마함수
- 디리클레 L-함수
- 라게르 다항식
- 람베르트 W 함수
- 로그 적분 함수
- 르장드르 다항식
- 리만 제타 함수
- 바이어슈트라스 타원함수
- 베셀 함수
- 야코비 타원함수
- 에르미트 다항식
- 에어리 함수
- 지수 적분 함수
- 체비쇼프 다항식
- 초기하함수
- 폴리감마 함수
- 타원 적분
- 후르비츠 제타 함수

## 같이 보기
- 초등함수

## 참고 문헌
- Andrews, George E.; Askey, Richard; Roy, Ranjan (1999). 《Special functions》. Encyclopedia of Mathematics and its Applications 71. Cambridge University Press. ISBN 978-0-521-62321-6. MR 1688958.